# Yiri
Yiri (kinesiska: 伊日, 伊日乡) är en socken i Kina. Den ligger i den autonoma regionen Tibet, i den sydvästra delen av landet, omkring 560 kilometer öster om regionhuvudstaden Lhasa. Antalet invånare är 2707. Befolkningen består av 1 379 kvinnor och 1 328 män. Barn under 15 år utgör 28,0 %, vuxna 15-64 år 65 %, och äldre över 65 år 5,0 %.
Genomsnittlig årsnederbörd är 820 millimeter. Den regnigaste månaden är juni, med i genomsnitt 183 mm nederbörd, och den torraste är december, med 3 mm nederbörd.